# Sumé
Sumé este un oraș în Paraíba (PB), Brazilia.